# Varskhowrān
Varskhowrān (persiska: ورسخوران) är en ort i Iran.   Den ligger i provinsen Teheran, i den centrala delen av landet, 100 km öster om huvudstaden Teheran. Varskhowrān ligger 2 264 meter över havet och antalet invånare är 463.
Terrängen runt Varskhowrān är kuperad norrut, men söderut är den bergig. Runt Varskhowrān är det ganska glesbefolkat, med 23 invånare per kvadratkilometer. Närmaste större samhälle är Saleh Bon, 5,4 km nordost om Varskhowrān. Trakten runt Varskhowrān består i huvudsak av gräsmarker.